# Suzanne, Suzanne
Pour plus de détails, voir Fiche technique et Distribution.
Suzanne, Suzanne est un film documentaire américain réalisé par Camille Billops et James Hatch en 1982.
En 2016, le film fait son entrée dans le National Film Registry pour être conservé à la Bibliothèque du Congrès en raison de son importance « culturelle, historique, ou esthétique ». Suzanne, Suzanne est notamment reconnu comme un film féministe à travers la réappropriation de son propre corps par Suzanne

## Synopsis
Le film raconte la vie quotidienne de Suzanne, une adolescente noire américaine, et suit ses problèmes personnels et familiaux : la violence, la drogue et les relations qu'elle entretient avec ses parents. Suzanne cherche les raisons de son addiction à l’héroïne dans les abus psychologiques et physiques subis au cours de son enfance. Le personnage de Suzanne est inspiré de la nièce de Camille Billops.

## Fiche technique
- Titre : Suzanne, Suzanne
- Réalisation : Camille Billops et James Hatch
- Scénario : Camille Billops et James Hatch
- Production : Camille Billops et James Hatch
- Photographie : Dion Hatch
- Montage : Michael Kirchberger[4]
- Pays d'origine : États-Unis
- Format : Noir et blanc - 16 mm - Mono
- Genre : Court métrage documentaire
- Durée : 30 minutes
- Dates de sortie :
  -  États-Unis : 1982